# فرودگاه کنما
فرودگاه کنما (به انگلیسی: Kenema Airport) یک فرودگاه همگانی با کد یاتا KEN است در شهر کنما کشور سیرالئون قرار دارد.
| شرکت‌های هواپیمایی | مقصدهای پروازی                                |
| ----------------- | --------------------------------------------- |
| Eagle Air         | فرودگاه بو، Freetown-Hastings، فرودگاه اینگما |